# 기술 경영
기술 경영(technology management)은 경쟁 우위를 만들기 위해 조직이 테크놀로지의 중요한 부분을 경영할 수 있게 하는 경영 원칙의 모임이다. 기술경영에 쓰이는 일반적인 개념은 다음과 같다:
- 기술전략 (조직 내 기술의 논리 또는 역할)
- 기술예측 (조직의 잠재적인 관련 기술의 식별. 기술 스카우팅 등을 통할 수 있음)
- 기술 로드맵 (기술을 비즈니스 및 시장 수요에 대응시키는 일)
- 기술 프로젝트 포트폴리오 (개발 중인 프로젝트들의 집합) 및 기술 포트폴리오 (사용 중인 기술들의 집합)

조직 내 기술 경영의 역할적 기능은 조직을 위해 특정 기술의 가치를 이해하는 것이다. 지속적인 기술 개발은 고객에게 가치가 있는 한 가치가 있으므로 조직 내 기술 경영 기능은 언제 기술 개발에 투자되어야 하고 언제 철회해야 하는지를 논하는 것이 중요하다.

## 개요
기술 경영은 기술 제품, 프로세스, 서비스의 통합 계획, 설계, 최적화, 운영, 통제로 정의할 수 있으며, 간단히 말해 인간의 이익을 위해 기술을 사용하는 경영으로 정의할 수 있다.
Association of Technology, Management, and Applied Engineering은 기술 스펙트럼과 다양하고 복잡한 기술 시스템을 통해 인원의 관리와 관련된 분야로 기술 경영을 정의한다. 기술 경영 프로그램은 일반적으로 생산 및 운영 관리, 프로젝트 관리, 컴퓨터 애플리케이션, 품질 제어, 보안 및 건강 문제, 통계, 일반 경영 원칙의 지시를 포함한다.

## 주요 대학
미국
- 스탠포드 대학교 경영대학원(Stanford University, Graduate School of Business)
- 메사추세츠공과 대학교 슬론 경영대학원(MIT, Sloan Business School)
- 조지아 공과 대학교 쉘러 경영대학원(Georgia Institute of Technology, Scheller Business School)
- 버클리 대학교 하스 경영대학원(UC Berkeley, Haas Business School)
- 미국 뉴욕 대학교 스턴 경영대학원(New York University, Stern Business School)

영국
- 영국 맨체스터 대학교 얼라이언스 경영대학원(The University of Manchester, AMBS)
- 영국 캠브리지 대학교 저지 경영대학원(University of Cambridge, Judge)
- 영국 옥스포드 대학교 사이드 경영대학원(University of Oxford, Said)
- 영국 워릭 대학교 경영대학원(Warwick University, WBS)
- 영국 서섹스 대학교 과학기술정책대학원(University of Sussex, SPRU)

한국
- 고려대학교 기술경영대학원
- 서강대학교 기술경영대학원
- 성균관대학교 기술경영대학원
- 서울대학교 기술경영대학원
- 동국대학교 기술경영대학원
- 연세대학교 기술경영대학원
- 한국과학기술원 기술경영대학원
- 한양대학교 기술경영대학원
- 충북대학교 바이오미래융합기술경영대학원

## 기술 관리
일반적인 어의(語義)로서 기술은 생산활동에서 몇 배의 산출량(算出量)을 낳게 하는 일련의 기계의 조작(操作)으로 정의된다. 이것은 생산성(生産性)이란 개념과 직접 연결되며, 기술 즉 생산성의 향상으로 인식되고, 이 생산성의 향상이야말로 현대의 서구자본주의 선진국가가 달성한 고도성장 산업사회(産業社會)의 원동력으로 간주된다. 이러한 뜻에서 통용되는 기술의 전형적(典型的)인 예로서 우리는 1730년, 와이어트(Wyatt)에 의하여 발명된 방적기(紡績機)를 들 수 있고, 더 큰 경제적 결과를 가져다 준 것으로는 석탄 채광(採鑛)에 최초로 사용된 제임스 와트(James Watt)의 증기기관을 손꼽아야 할 것이다. 이렇게 생산성의 향상을 가져다주는 기술은 테크니크(technique)의 뜻일 수도 있다.  그런데 현대에 와서 기술은 복합적인 뜻을 가지고 사용된다. 테크놀러지(technology)로 통하는 이 용어는 비단 생산방식의 개량에 국한되지 않고 신제품(新製品)의 개발에 연결되어 있다. 과학 및 다른 지식의 조직적인 응용에 의한 생산성의 증가 및 신제품의 생산이라고 정의될 수 있는 테크놀러지의 전형적인 예로서 우리는 인공위성 및 이것을 궤도에 올리는 미사일을 들 수 있을 것이다.  현대의 테크놀러지는 복잡하고, 그만큼 비용도 많이 든다. 하나의 신제품이 나오기까지의 연구기간도 또한 길다. 이러한 특수성으로 말미암아 이 부문에서도 극단적인 분업이 절대조건으로 등장한다. 예를 들어 우주선을 발사하는 데 드는 연료만 하더라도 많은 전문가들은 연료만을 또한 고열(高熱)에 연소되지 않는 금속을 담당한 전문가들은 이것만을 각기 분담· 연구한다. 이렇게 전문분야 각 부문에서 이룩한 결과를 집합시킴으로써 하나의 프로젝트가 완성되는 것이다. 이런 기술관리는 통틀어 연구 개발(research and developement)이라는 용어로 집약되며, 이 연구 개발은 현대기업체의 필수조건이다. 더욱이 신제품의 수명(life cycle)이 급속도로 단축되는 오늘날에 있어서 연구 개발은 기업의 생명이기도 하다. 이 연구 개발은 선진공업국, 특히 미국에서는 기업체 내의 한 중요부소(部所)로 독립하여 관리된다. 제너럴 모터스(General Motors)나 듀퐁 드 네무르(Dupont de Nemour)와 같은 기업체는 이 연구개발에 대규모의 자본을 투입함으로써 신제품개발에 앞장서고 있다.  이런 기술관리가 기업체에 의하여 행해짐은 그것이 기업의 이익과 직접 연관되어 있기 때문이다. 그러나 이것은 큰 비용을 요구하기 때문에 모든 기업체는 자체의 능력으로 이 활동을 벌일 수는 없고 타기업(他企業)으로부터 특허권을 삼으로써 문제를 해결하기도 한다.  특히 이 연구 개발의 문제는 후진국의 경우 심각한 양상을 띠는데, 후진국에서는 선진국에 비해 기술적 격차가 큰 만큼 이를 줄여나가야 함에도 불구하고 이 나라들에서는 자체의 능력으로 이 갭을 메꿀 수 있는 기술적·재정적 뒷받침이 없기 때문에 선진국과의 기술적 격차는 점점 커진다. 후진국에서는 다만 합작투자(合作投資)라는 명목 아래 턴키(turn key) 방식에 의한 플랜트를 수입하는 데 그치는 실정이다. 즉 이 나라에서 절실히 필요한 기술진보는 정체상태에 있으며, 이것은 대선진국(對先進國)과의 경제적인 격차가 점점 크게 하는 결과로 나타난다.  이 연구 개발은 또한 국가기관에 의하여 추진되는 경우도 있다. 대규모의 비용과 높은 수준의 과학적 지식을 요구하는 현대의 테크놀로지는 기업체의 능력의 한계를 넘어 설 경우가 많다. 특히 이것이 방위산업과 직접 연결될 때는 직접 또는 간접적으로 국가에 의하여 관리된다. 미국의 국립과학재단(National Science Foundation：NSF), 프랑스의 국립과학연구소(Centre National de Recherche Scientifique：CNRS), 영국의 과학기술정보국(Secretary of State for Education and Science), 서독의 카이저 빌헬름 게젤샤프트(Kaiser Wilhelm Gesellschaft) 등은 민간 및 정부기관의 연구를 재정적으로 지원하며 각 연구소간의 상호 조정을 기하기도 한다.  이러한 민간 및 정부의 연구개발 진흥정책에 따라 최근 이에 종사하는 세계 각국의 과학자·기술자 및 그 연구소의 수는 급증(急增)하였고, 연구결과를 발표하는 학술지와 보고서의 수도 역시 급증하였다.  이러한 상태에서 각 연구자가 자기에 필요한 정보를 적시에 입수하는 일이 필연적으로 뒤따르게 된 것이다. 여기에서 파생한 기관이 소위 연구정보센터이며, 이 센터는 각국의 사정에 따라 그 명칭·형태 등이 다소 다르기는 하나 과학기술의 정보를 동일한 목적, 즉 필요한 수요자에게 공급해 준다는 점에서는 거의가 동일한 성격을 지니고 있다. 이것은 민간단체에 의하거나 정부기관에 속하기도 한다. 이러한 기술정보활동은 물론 국가간의 교류로 발전되고 있다. 기술의 내용상 비밀이 필요한 부문은 제외하고 각국간의 과학기술의 교류는 국제문헌정보연맹(FID)·유네스코 등에 의하여 추진되는데, 이것은 연구자에게 중복연구를 피하게 하고 연구단계를 단축시키며 연구효율을 높이는 데 절대로 필요한 활동으로 간주된다.

## 같이 보기
- 기술예측
- 산업공학